# Fedorivka (Luhansk)
|  | Per a altres significats, vegeu «Fedorivka». |

Fedorivka (en ucraïnès: Федорівка, en rus: Фёдоровка, Fiódorovka) és una vila, un possiólok de l'óblast de Luhansk a Ucraïna, situada actualment a zona ocupada República Popular de Luhansk de la Rússia. El 2019 tenia 414 habitants.